# HNLMS Marten Harpertszoon Tromp
Pour les autres navires du même nom, voir HNLMS Tromp.
Le HNLMS Marten Harpertszoon Tromp (Pays-Bas : Hr.Ms. Marten Harpertszoon Tromp) était un croiseur cuirassé de 2e classe construit au début des années 1900 pour la Marine royale néerlandaise (Koninklijke Marine). Il a servi comme navire de défense côtière.

## Service
Le croiseur a été lancé le 15 juin 1904 du chantier Rijkswerf d'Amsterdam. Le 25 juin 1906 il a fait une visite officielle en Norvège auprès du roi Haakon VII de Norvège. 
Le 10 août 1909, avec le HNLMS Koningin Regentes et HNLMS De Ruyter, ils ont quitté le port de Batavia (Jakarta) en Indes orientales hollandaises pour des visites diplomatiques en Chine,  à Hong Kong, au Japon et aux Philippines.
Le 2 mars 1920, avec le HNLMS Hertog Hendrik, ont quitté le port de Le Helder pour un voyage de quatre mois en Asie. Ils ont visité les ports de Singapour, Saïgon, Hongkong, Kobe et Manille. 
Du 21 juin au 30 juillet 1926, avec le HNLMS Jacob van Heemskerck, les torpilleurs Z 7 et Z 8 et les sous-marins O 9 et O 11, ont quitté Le Helder pour un voyage en mer Baltique, visitant les ports de Kiel, Göteborg et Trondheim. 
Le bateau a été retiré du service en 1927 et démoli en 1932.